# T30 Howitzer Motor Carriage
Le T30 Howitzer Motor Carriage (HMC) est né de l'association de la caisse d'un Half-track M3 et d'un obusier M1A1 de 75 mm. C'est à la fin de l'année 1941 que l'Ordnance Department commanda le développement d'un obusier automoteur sur le modèle allemand. Cela ne devait alors être qu'une solution temporaire en attendant l'arrivée de véhicules sur châssis de blindé. Le projet T19 quant à lui voyait la caisse du M3 être associée avec l'obusier M2A1 de 105 mm

## Histoire

### Développement et production du T30
Il fut développé le prototype T30 sur le modèle d'un M3 Half-track, associant le châssis de ce dernier à l'obusier américain M1A1 de 75 mm. D'autres changements eurent lieu par la suite avec le déplacement du réservoir de carburant à l'arrière du véhicule et la mise en place de l'obusier au-dessus de la cabine de pilotage. Ayant satisfait les attentes de l'Armée, les premiers véhicules sortirent des chaînes début 1942. Pendant l'année, la White Motor Company en fabriquera 500 afin d'équiper les troupes combattant dans les Philippines mais aussi les divisions blindées et mécanisées partant pour l'Afrique du Nord. Le grand changement qui eut lieu après son premier engagement fut l'ajout d'un bouclier de protection sur le canon, lui permettant tout de même un tir indirect.

### T30 au combat
Les modèles T19 et T30, conçus en attente de véhicules plus performants, ne furent pas renommés comme cela était exigé. Ils furent affectés aux unités de commandement des divisions blindés, motorisées ainsi que dans quelques formations de reconnaissance ou dans les batteries de soutien des divisions d'infanterie. Ces véhicules servirent en Afrique du Nord, pendant la campagne de Tunisie de l'année 1943, et à une plus faible échelle pendant la campagne des Philippines. Les T30 furent utilisés pendant l'invasion de la Sicile et jusqu'en Italie en 1944. Rapidement ils furent remplacés par des batteries fixes dans les divisions d'infanterie et par les nouveaux M8 Howitzer Motor Carriage et M7 Priest dans les divisions blindées. Finalement, si certains véhicules furent confiés aux forces françaises libres, d'autres furent reconvertis en leur usage initial, celui du transport d'infanterie.
Affectations certaines :
- Bataillons blindés attachés au QG de la 1e Armored Division
- 16th Armored Infantery Regiment (3 par QG de bataillons)
- 41th Armored Infantery Regiment (3 par QG de bataillons)
- Six T30 et 2 T19 par Cannon Company des divisions d'infanterie type 1942

## Variantes surM3 Half-track

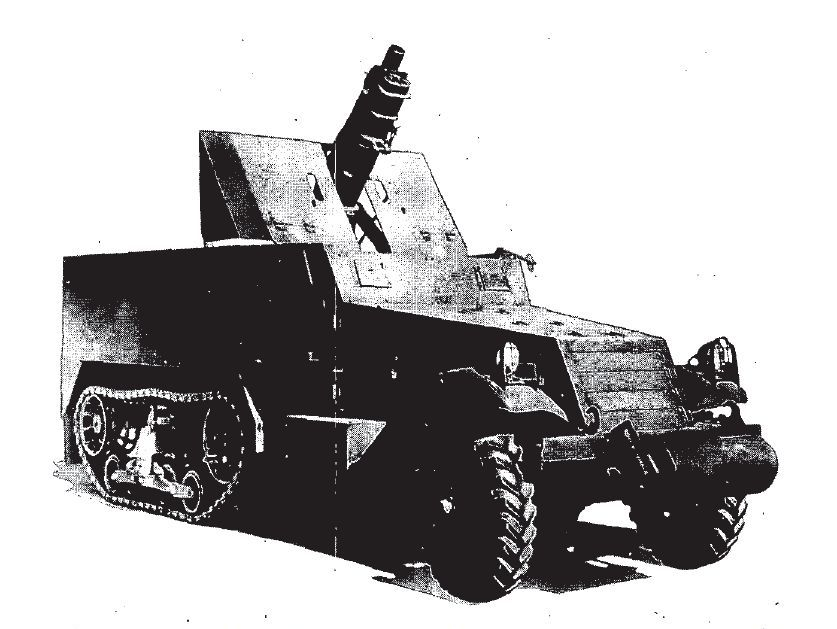
T30 HMC

Véhicules antiaériens :
- T48 GMC
- M3 GMC
- M13 MGMC
- M15 CGMC
- M16 MGMC

Canons automoteurs :
- M4 MMC
- M21 MMC
- T19 HMC
- T30 HMC

### Sources
- Jim Mesko, M2/M3 Half-Track Walk Around, Squadron Signals,  (ISBN 0897474805 et 9780897474801)
- Steve J Zaloga, M3 Infantry Half-Track 1940–73, Osprey Publishing, 1994,  (ISBN 9781855324671)